# هانس بلوم (كاتب)
هانس بلوم (و. 1841 – 1910 م) هو كاتب، وصحفي، وسياسي، ومحامي، ومؤرخ ألماني، ولد في لايبزيغ، توفي في راينفيلدن، عن عمر يناهز 69 عاماً.

## مناصب
تولى منصب Member of the Customs Parliament ‏
.

## التعليم
تعلم في جامعة برن، وتعلم في جامعة لايبتزغ
.